# Lemuel John Tweedie
Lemuel John Tweedie (1849-1917) est un homme politique néo-brunswickois. Il est premier ministre du Nouveau-Brunswick de 1900 à 1907 et lieutenant-gouverneur de cette province de 1907 à 1912.

## Biographie
Lemuel John Tweedie naît le 30 novembre 1849 à Chatham, au Nouveau-Brunswick. Il suit des études de droit et est admis au barreau en 1871 et commence sa carrière à Chatham.
Il s'intéresse à la politique et est élu à l'Assemblée législative du Nouveau-Brunswick en tant que député de la circonscription de Northumberland le 13 juin 1874 sous la bannière conservatrice. Il perd les élections en 1878 mais retrouve son siège en 1890, cette fois au profit du parti libéral. Il est alors nommé arpenteur général du 3 février 1890 au 17 juillet 1896 puis secrétaire provincial du 17 juillet 1896 au 5 mars 1907.
Tweedie devient premier ministre de la province le 1er septembre 1900 et le reste jusqu'au 2 mars 1907, date de sa démission.
Il est ensuite nommé lieutenant-gouverneur du Nouveau-Brunswick du 5 mars 1907 au 6 mars 1912.
Il meurt le 15 juillet 1917 à Chatham à l'âge de 67 ans.